# Posizione litotomica

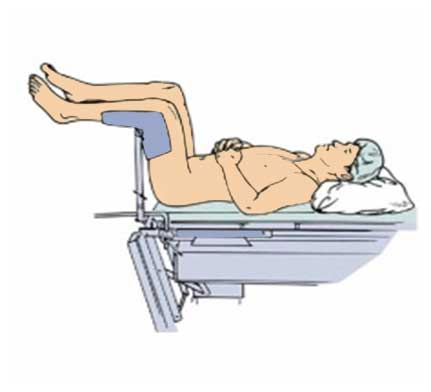
Posizione litotomica

La posizione litotomica è una posizione comune per le procedure chirurgiche e gli esami medici che coinvolgono la pelvi e il basso addome, nonché una posizione comune per il parto nelle nazioni occidentali.

## Caratteristiche
La posizione litotomica comporta il posizionamento dei piedi di un individuo sopra o allo stesso livello dei fianchi (spesso nelle staffe), con il perineo posizionato sul bordo di un lettino. I riferimenti alla posizione sono stati trovati in alcuni dei più antichi documenti medici conosciuti incluse le versioni del giuramento di Ippocrate; la posizione prende il nome dall'antica procedura chirurgica per la rimozione di calcoli renali e vescicali attraverso il perineo.
La posizione è spesso utilizzata e ha molti benefici dal punto di vista del medico. In particolare, la posizione offre un buon accesso visivo e fisico alla regione perineale.

## Applicazioni
La posizione viene utilizzata per procedure che vanno da semplici esami pelvici a interventi chirurgici e procedure, compresi quelli che coinvolgono organi riproduttivi, urologia e sistemi gastrointestinali. Nuove osservazioni e scoperte scientifiche, combinate con una maggiore sensibilità ai bisogni dei pazienti, hanno aumentato la consapevolezza dei rischi fisici e psicologici che la posizione può comportare per le procedure chirurgiche prolungate, gli esami pelvici e, soprattutto, il parto.

### Utilizzo in procedure chirurgiche prolungate
Alcuni studi hanno trovato una relazione significativa tra procedure chirurgiche prolungate con il paziente nella posizione di litotomia e una complicazione circolatoria nota come sindrome compartimentale. È anche possibile una lesione nervosa a causa della pressione, il nervo femorale e peroneo sono a rischio.

### Parto
La posizione litotomica è tra le più comunemente adottate durante il parto: la paziente è distesa sulla schiena con le ginocchia piegate, posizionate sopra i fianchi, e divaricate attraverso l'uso delle staffe.
Una revisione della Cochrane ha rilevato che la posizione litotomica potrebbe non essere la posizione ideale per il parto, osservando che mentre facilita i medici ponendo il paziente in una posizione facilmente accessibile, può restringere il canale del parto fino a un terzo. Al posto della posizione litotomica, la Cochrane Review raccomanda alle partorienti di fare scelte informate sulle posizioni di parto e trovare la posizione che è più comoda per loro.

### Uso durante l'esame pelvico
I pazienti hanno riferito di aver percepito una perdita di controllo e un maggiore senso di vulnerabilità quando esaminati nella posizione litotomica perché non possono vedere l'area in esame. Altre posizioni ugualmente efficaci sono state suggerite per gli esami di pazienti coscienti.